# 马格努斯·曼斯克
海因里希·马格努斯·曼斯克（德語：Heinrich Magnus Manske，1974年5月24日—），德国科隆人，是英国剑桥威康信托基金会桑格研究院的高级研究员，MediaWiki软件第一版的软件设计师之一。

## 教育
曼斯克在科隆大学读生物化学，2006年凭借博士学位毕业。他的学位论文讲的是分子生物学开源工具GENtle。

## 生涯
学生时代的曼斯克是维基百科前身、互联网百科全书Nupedia的首批贡献者，之后他编写了在维基百科运行的软件MediaWiki的首个版本。曼斯克自2007年4月起在剑桥的威康信托基金会桑格研究所工作，但仍活跃在维基百科工具的开发中。
2012年曼斯克的合著论文在《自然》杂志发表，在文中他用新方法证明出疟疾寄生虫正在演化的特定领域，描述了影射疟疾抗药性的技术。研究人员开发出一种技术，能从血液中直接提取疟原虫的DNA，在测序时最大限度地减少误差。

## 开发MediaWiki
曼斯克在其学生时代是Nupedia计划最活跃的贡献者之一，为Nupedia提交生物学专题内容，开发工具，扩展内容。后来，曼斯克不满现有软件的限制，开发出后来的MediaWiki的首个版本。2002年，他的新版本软件被安装。
软件起初在维基百科上时被称为UseModWiki，利用Perl编写。伴随着维基百科的发展，一系列问题开始出现。2001年夏，曼斯克开始着手设计UseModWiki的替代者，该工具将支持数据库，包含“维基百科的专门功能”。2002年1月25日，曼斯克发布了基于PHPwiki引擎的MySQL的首个版本“Phase II”。曼斯克在Phase II中实行的一大创新是利用名字空间区分不同类型的页面，如“Talk”和“User”等名字空间，从而区分出没有使用不同名字空间的旧Wiki软件。Phase II还引入其他一些目前仍在存在的功能，其中包括文件上传、监视列表、自动签名和用户贡献列表。曼斯克的改版也让维基百科条目更加轻松的集成图片，并创建出新的用户组：管理员，他们有权删除页面，封禁破坏者。
曼斯克是开源，尤其是GPL许可证的拥护者，他使用GPL许可证发布了MediaWiki的早期版本。
曼斯克的“Phase II”还遇到维基百科持续增长带来的负载问题，因此李·丹尼尔·克罗克创造出另一个重写版本“Phase III”。该版本于2002年6月运行，2003年改称“MediaWiki”。结果是MediaWiki软件现在成为了维基百科等维基媒体姊妹项目的核心平台，还被众多组织和机构使用。
曼斯克继续开发MediaWiki的工具和扩展程序，包括绘制分类归属、计算分类交集，并从Flickr将图片导入共享资源。曼斯克还开发出Cite扩展应用，给引用管理带来了XML类语法。

## 认可
曼斯克被公认德文维基百科首篇条目聚合酶链式反应的创造者，该条目由他在2001年首先编写。
2002年，吉米·威尔士将1月25日命名为马格努斯·曼斯克日，以表彰他对维基百科的贡献。吉米宣称“今晚在晚宴上，每一位维基百科应该具备庆贺马格努斯和他的众多发明创造。”拉里·桑格在他的关于维基百科早年历史的回忆录中，强调曼斯克对计划的贡献，归属于给维基百科带来最终成功的核心演员小组，而曼斯克在其中扮演着重要角色，拉里·桑格這麼說：
维基百科开始于少数人，其中有许多人来自Nupedia。我认为Nupedia人的早期影响至关重要，尤其是马格努斯·曼斯克（曾致力于Nupedia及维基百科的软件）的坚持不懈，我们的常客、十分注重细节的路德·福彻尔（Ruth Ifcher），以及非常聪明的扑克牌玩家程序员李·丹尼尔·克罗克——我仅举几例......不过，因为有这些善良的人启动计划，而且我们能够适应、解释和宣扬新人类的良好生活习惯和政策，Nupedia人是项目的根基，他们帮助开发一个强大、功能性的成功社区。
USENIX高级计算机技术协会于2010年将曼斯克及其他人认定为MediaWiki的主要贡献者，当时MediaWiki和维基媒体基金会荣膺软件工具用户组（STUG，Software Tools User Group）奖。